# Nicola Berti
Nicola Berti (Salsomaggiore Terme, 14 d'abril de 1967) és un exfutbolista italià, que ocupava la posició de migcampista.

## Trajectòria
Va iniciar la seua carrera a les files de la Parma FC, quan militava a la Serie C1. Posteriorment milita a l'AC Fiorentina i a l'Inter de Milà, on esdevé un dels jugadors més emprats durant la dècada dels 90, amb 229 partits de neroazzurri. Amb l'Inter guanyaria nombrosos títols nacionals i internacionals. Va marcar a les finals de la Copa de la UEFA de 1991 i 1994.
Després de passar pel Tottenham Hotspur FC, va passar sense massa fortuna pel Deportivo Alavés i pel Northern Spirit FC australià, on es va retirar l'any 2000.

## International
Berti va ser internacional amb Itàlia en 39 ocasions, tot macant tres gols. Va participar en el Mundial de 1990 i en el de 1994, on va disputar la final, que va perdre davant el Brasil.

## Títols
- 1983-84 Serie C
- 1988-89 Scudetto
- 1988-89 Supercopa italiana
- 1990-91 UEFA Cup
- 1993-94 UEFA Cup
- 1997-98 UEFA Cup
- 1998-99 Copa de la Lliga anglesa